# Quartzo olho de gato
Quartzo olho-de-gato é um pseudomorfo de quartzo por substituição de uma anfíbola esverdeada. O olho de gato é um mineral de cor cinza. A sua dureza é 7 graus na Escala de Mohs. Ele pode ser encontrado na China, no Sri Lanka, no México e na Índia. Esse mineral é utilizado como pedra ornamental e na confecção de bijuterias. Faz parte da família dos quartzos. Na Índia Antiga, acreditava-se que o soldado que segurasse uma amostra de olho de gato, estaria protegido dos inimigos.